# Naso tonganus
Naso tonganus е вид бодлоперка от семейство Acanthuridae. Видът не е застрашен от изчезване.

## Разпространение и местообитание
Разпространен е в Австралия, Американска Самоа, Вануату, Гуам, Източен Тимор, Индонезия, Кения, Кирибати (Гилбъртови острови и Феникс), Кокосови острови, Коморски острови, Мавриций, Мадагаскар, Майот, Малайзия, Малдиви, Малки далечни острови на САЩ (Остров Бейкър и Хауленд), Маршалови острови, Мианмар, Микронезия, Мозамбик, Науру, Ниуе, Нова Каледония, Остров Рождество, Острови Кук, Палау, Папуа Нова Гвинея, Провинции в КНР, Реюнион, Самоа, Северни Мариански острови, Сейшели, Соломонови острови, Сомалия, Острови Спратли, Тайван, Тайланд, Танзания, Токелау, Тонга, Тувалу, Уолис и Футуна, Фиджи, Филипини, Френски южни и антарктически територии (Нормандски острови), Южна Африка и Япония.
Обитава океани, морета и рифове в райони с тропически климат. Среща се на дълбочина от 3 до 20 m, при температура на водата от 27,4 до 28,5 °C и соленост 34,4 – 35,3 ‰.

## Описание
На дължина достигат до 60 cm.
Популацията на вида е стабилна.